# العقاب (فلم)
العقاب فيلم سينمائي مصري أبيض وأسود. إنتاج عام 1948، تمثيل، فاتن حمامة، كمال الشناوي، محمود المليجي، فردوس محمد، زوزو ماضي، سامية فهمي ومن إخراج هنري بركات وإنتاج جمال الليثي.